# Wim Vierhout
Wilhelm Cornelis (Wim) Vierhout (Nieuwkoop, 20 juli 1933) was een Nederlandse burgemeester.

## Leven en werk
Vierhout studeerde na zijn middelbare school eerst accountancy, maar studeerde af in het staatsrecht. In samenwerking met de Wiardi Beckman Stichting schreef hij een studie over programcolleges. In de periode 1968 tot 1987 was hij werkzaam bij de Universiteit van Amsterdam, onder meer als secretaris van het college van decanen. In 1987 werd hij benoemd tot waarnemend burgemeester van de gemeente Callantsoog, in afwachting op de fusie van die gemeente met de gemeente Zijpe. In 1991 volgde zijn benoeming tot burgemeester van de gemeente Gasselte. Bij zijn afscheid als burgemeester in 1995 werd Vierhout benoemd tot ridder in de Orde van Oranje-Nassau.